# 봄바디어 리어젯 45

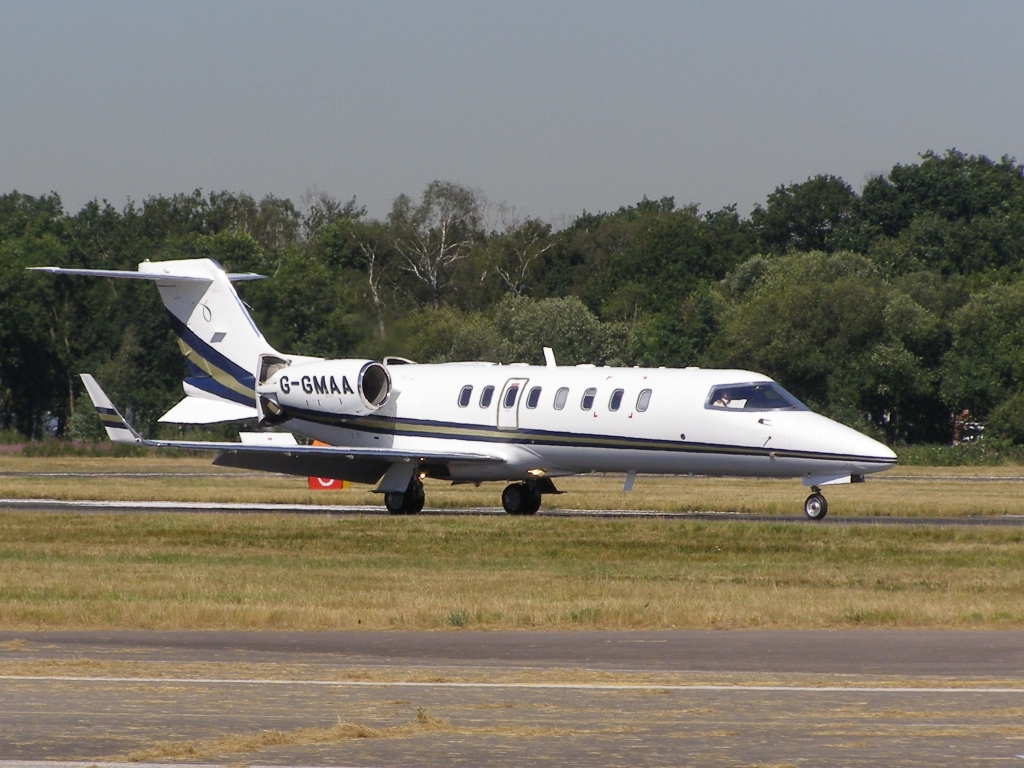
봄바디어 리어젯45

봄바디어 리어젯 45(Learjet 45)는 캐나다의 봄바디어사가 개발한 비즈니스 제트기로 봄바디어 리어젯 40을 개량한 모델이다. 좌석은 2~7석에서 2~8석으로 많아졌으며,
동체도 약간 커지게 되었다. 또한 리어젯 40과 함께 흔히 쓰이는 비즈니스 제트기 중 하나이다. 하지만 많은 항공사에서는 운용하지 않고 있다.